# Sören Cratz
Sören Cratz (* 28. September 1948 in Finspång) ist ein schwedischer Fußballtrainer. 

## Vita
Sören Cratz ist in Schweden seit der Meisterschaft 2001 mit Hammarby IF ein bekannter Trainer.
Der beliebte Stockholmer Arbeiterclub feierte nach 38 Jahren Erstligafußball unter Cratz zum ersten Mal die Meisterschaft in der Fotbollsallsvenskan.
Im selben Jahr wurde der Coach vom Fernsehsender SVT zum Trainer des Jahres gewählt. Darüber hinaus wurde er von der Presse zum „Sporttrainer des Jahres“ gekürt, sogar der nationale Schiedsrichterverband wählte ihn zum Trainer des Jahres. 
Die Stadt Stockholm verlieh ihm die Auszeichnung als „Stockholmer des Monats“. 
In der darauffolgenden Saison wurde er von Klub jedoch mit der merkwürdigen Begründung entlassen, „dass er zu unattraktiven Fußball spielen lassen würde…“. Er heuerte dann in Südschweden bei Helsingborgs IF an. Als er sich jedoch in einem Spiel gegen Hammarby von den Stockholmer Fans bereitwillig feiern ließ, wurde er umgehend entlassen.
In der darauffolgenden Saison übernahm er Mjällby AIF in der dritten Liga und führte sie 2004 in die Superettan. 2005 wurde er mitten im Abstiegskampf entlassen. Für Cratz ging es zurück in Liga 3, aus der er den unter chaotischen Umständen abgestiegenen Västerås SK wieder in höhere Regionen führen sollte. Aber auch hier war Sören Cratz glücklos und wurde, mit dem Klub nur im Tabellen-Mittelfeld stehend, in der Saison 2007 entlassen.

## Vereine
- Finspångs AIK
- IFK Norrköping (1984). (Co-Trainer)
- IF Skarp, Norwegen (1989). (Meister 3. Liga)
- Degerfors IF (1990–1992). (Aufstieg in 2. Liga)
- IFK Norrköping (1993–1994). (Vizemeister 1993)
- Degerfors IF (1995–1996).
- Trelleborgs FF (1997–1998).
- Vaasan PS, Finnland (1999).
- Hammarby IF (1999–2001). (Meister 2001)
- Helsingborgs IF (2002).
- Mjällby AIF (2003–2005). (Aufstieg in 2. Liga)
- Västerås SK (2005–2007).

| Personendaten    | Personendaten               |
| ---------------- | --------------------------- |
| NAME             | Cratz, Sören                |
| KURZBESCHREIBUNG | schwedischer Fußballtrainer |
| GEBURTSDATUM     | 28. September 1948          |
| GEBURTSORT       | Finspång, Schweden          |